# 호텔리어 (2001년 드라마)
《호텔리어》는 2001년 4월 4일부터 2001년 6월 7일까지 방영된 MBC 수목 미니시리즈이다. 호텔에서 근무하는 호텔리어들의 직무와 인간관계를 기본 소재로 호텔의 경영권을 둘러싼 경쟁과 호텔 내부에서 벌어지는 첨예한 대립과 갈등으로 인한 인간 군상의 모습을 다룬 전형적인 장르물로 꼽힌다.

## 줄거리
30년 전통의 서울호텔은 특급호텔로서의 명성을 쌓아왔다. 투자확대를 꾀하던 최사장이 심장마비로 세상을 떠나자 호텔은 채권단과 주주로부터 거센 압력을 받게 되어 총체적 경영난에 직면한다. 호텔을 호시탐탐 노리던 최사장의 오랜 지인인 야심적 사업가 김복만(한진희)은 호텔을 빼앗기 위하여 미국에서 활동하는 인수 합병 전문가 신동혁(배용준)을 부른다. 호텔의 경영을 맡은 최회장의 미망인 윤동숙(윤여정)은 미국에서 유학 중인 한태준(김승우)의 전문운영을 통한 호텔의 재활을 모색한다. 태준은 과거에 서울호텔의 총지배인이었으나 업무 중의 스캔들 때문에 사직서를 내고 도피를 하였고, 아직도 당시의 상처를 치유하지 못한 상태이다.
윤동숙(윤여정)은 한태준을 오도록 설득하기 위해 그녀가 신뢰하는 '호텔식구'인 서진영(송윤아)을 라스베이거스로 보낸다. 태준과 진영은 호텔에서 함께 근무하였을 때에 연인관계였다. 오랜만에 재회하는 둘은 미묘한 감정에 휩싸이지만 친구로 지내기로 한다. 그러나 태준의 호텔 복귀문제에 대한 말다툼 끝에 둘은 헤어진다. 한편, 큰 거래를 마치고 이동 중이던 동혁은 라스베가스 근처 사막에서 우연히 진영을 태워준다. 서울호텔에 대하여 열변을 토하는 그녀에게 호기심을 느껴, 동혁은 처음에는 탐탁치 않아 하였던 호텔 인수건을 맡기로 한다.
동혁은 서울호텔의 상황을 파악하기 위하여 신분을 숨긴 채 그의 동업자와 함께 호텔의 스위트에 숙박한다. 손님과 지배인으로 다시 만난 동혁과 진영은 점점 가까워진다. 총지배인으로 복귀하고 이 모습을 바라보는 태준은 진영에 대한 남은 감정으로 미묘한 질투심에 사로잡힌다. 그러나 호텔을 둘러싸고 일어나는 여러 문제에 대한 책임감이 앞서, 확신있게 진영에게 마음을 표현하지 못한다. 한편, 호텔에서 근무하는 김복만(한진희)의 냉소적인 딸 김윤희(송혜교)는 관록있는 리더쉽을 보이는 한태준(김승우)에게 적극적으로 다가간다.
애초에 냉정하고 완벽주의자적 사업가였던 동혁은, 진실되고 따뜻한 진영을 만나는 과정에서 조금씩 내적인 변화를 겪어, 사랑과 임무 사이에서 첨예한 갈등까지 벌어지게 된다.

## 등장 인물

### 주요 인물
- 김승우 : 한태준 역 - 총지배인
- 배용준 : 신동혁 역 - M&A(인수 합병) 전문가
- 송윤아 : 서진영 역 - 지배인
- 송혜교 : 김윤희 역 (아역 정나예) - 김복만의 딸

### 호텔 사람들
- 허준호 : 오형만 역 - 부총지배인
- 윤여정 : 윤동숙 역 - 서울호텔 사장
- 최화정 : 이순정 역 - 객실 지배인
- 박정철 : 최영재 역 - 최 사장과 윤동숙의 아들
- 명계남 : 노 주방장 역
- 이계인 : 유 팀장 역
- 김나래 : 제니(신동희) 역
- 박주희 : 호텔 룸메이드 역
- 신신애 : 신금순 역 - 호텔 룸메이드
- 경인선 : 호텔 룸메이드 역
- 여현수 : 호텔 웨이터 역
- 강지운 : 현철 역 - 호텔 벨보이
- 이정용 : 이갑수 역 - 호텔 요리사
- 손민경 : 안미희 역 - 호텔 지배인

### 그외 인물
- 한진희 : 김복만 역 - 한강유통 회장, 김윤희의 아버지
- 최용민 : 레오 박 역 - 신동혁의 동업자
- 홍여진 : 송지현 역
- 김희정 : 황수진 역
- 안혜란 : 은지 역 - 김윤희의 친구
- 윤용현 : 정 실장 역 - 김복만의 부하직원
- 김용희 : 김복만의 부하직원 역
- 김기현
- 신충식 : 장인태 역 - 제일신문 편집장
- 이성호
- 전재룡
- 송성희
- 문보연
- 권인선
- 김일웅
- 송일국
- 조재혁
- 김상엽

### 우정출연
- 주현 : 서울호텔 최 사장 역 (1회)
- 정준호 : 호텔 취객손님 역 (7~8회)
- 윤태영 : 김윤희를 납치하는 남자 역 (12회)
- 김인문 : 신동혁과 제니(신동희)의 아버지 역 (7회, 17회)

## 사운드 트랙
| #   | 제목                          | 가수       | 재생 시간 |
| --- | ----------------------------- | ---------- | --------- |
| 1.  | 〈Hotelier (Main Title)〉     |            | 1:25      |
| 2.  | 〈아침〉                      | 강철       | 3:29      |
| 3.  | 〈그대 내게 오는 날〉         | 강철       | 4:00      |
| 4.  | 〈지킬 수 없는 약속〉         | 강철       | 4:16      |
| 5.  | 〈사랑을 위하여〉             | 강철, 이뫼 | 3:30      |
| 6.  | 무제                          |            | 2:05      |
| 7.  | 〈널 위한 나〉                | 강철       | 3:57      |
| 8.  | 〈You`R Like Sunshine〉       | 헤븐 센트  | 3:06      |
| 9.  | 〈I`Ll Come Back〉            | 스톤 레인  | 2:03      |
| 10. | 〈편한가요〉                  | 손혁       | 3:51      |
| 11. | 〈행복〉                      | 김시내     | 4:50      |
| 12. | 〈지킬 수 없는 약속 (Piano)〉 |            | 2:51      |
| 13. | 〈Hops And Dreams〉           |            | 3:09      |
| 14. | 〈그대 내게 오는 날 (Duet)〉  |            | 3:58      |
| 15. | 〈Love Come True (Cello)〉    |            | 2:11      |
| 16. | 〈Promise (Saxophone)〉       |            | 2:22      |
| 17. | 〈Epilogue〉                  |            | 0:55      |

## 시청률
최저 시청률과 최고 시청률은 시청률 조사회사와 지역별로 시청률에 차이가 있을 수 있습니다.
| 제1회  | 4월 4일  | 20.6% |
| 제2회  | 4월 5일  | 20.3% |
| 제3회  | 4월 11일 | 20.4% |
| 제4회  | 4월 12일 | 21.2% |
| 제5회  | 4월 18일 | 19.2% |
| 제6회  | 4월 19일 | 21.6% |
| 제7회  | 4월 25일 | 18.2% |
| 제8회  | 4월 26일 | 21.1% |
| 제9회  | 5월 2일  | 22.0% |
| 제10회 | 5월 3일  | 20.5% |
| 제11회 | 5월 9일  | 19.7% |
| 제12회 | 5월 10일 | 19.0% |
| 제13회 | 5월 16일 | 20.1% |
| 제14회 | 5월 17일 | 21.8% |
| 제15회 | 5월 23일 | 19.1% |
| 제16회 | 5월 24일 | 21.1% |
| 제17회 | 5월 30일 | 21.1% |
| 제18회 | 5월 31일 | 21.8% |
| 제19회 | 6월 6일  | 25.7% |
| 제20회 | 6월 7일  | 30.2% |

## 수상 경력
- 2001년 MBC 연기대상 여자 최우수연기상 송윤아

## 참고 사항
- 첫 방송을 앞두고 전야제 형식의 토크쇼 《호텔리어 전야제》가 방송될 예정이었지만, 일각에서 "MBC는 공영성을 망각하고 시청률 지상주의를 부추기려 한다"는 비난을 일자 편성을 급히 취소한 바 있다.[3]
- 30.2%의 압도적인 시청률을 기록하는 기염을 토하면서, 수 많은 시청자들에게 선풍적인 인기를 끌었다.
- 드라마 초반 부분은 미국 라스베가스에서 촬영되었고, 이후 주요 방송분은 쉐라톤 그랜드 워커힐 호텔을 촬영지로 하였다.
- 연출을 맡은 장용우와의 인연으로 주현, 정준호, 윤태영 등이 우정출연하였다.
- 배용준은 1999년 드라마 《우리가 정말 사랑했을까》 이후 2년만의 브라운관 복귀작인데, 《호텔리어》에 앞서 《나쁜 친구들》,[4] 《경찰특공대》,[4] 《맛있는 청혼》, SBS 주말극장 《그래도 사랑해》[5] , KBS 2TV 《푸른 안개》MBC 《그 여자네 집》등에서 캐스팅 섭외가 왔지만 모두 무산됐다.
- 2007년에는 일본 TV 아사히에서 해당 드라마를 리메이크한 동명의 드라마가 제작되었고, 배용준이 특별 출연하기도 하였다. 또한 2012년에는 중국 후난위성텔레비전이 해당 드라마를 리메이크한 드라마 《편편애상니》를 제작했다.
- 2019년 2월 18일 개국한 MBC ON에서 재방송되었다.